# Hautvillers-Ouville
Hautvillers-Ouville (picardisch: Hautvilé-Ouville) ist eine nordfranzösische Gemeinde mit 543 Einwohnern (Stand 1. Januar 2022) im Département Somme in der Region Hauts-de-France. Die Gemeinde liegt im Arrondissement Abbeville und ist Teil der Communauté de communes Ponthieu-Marquenterre und des Kantons Abbeville-1.

## Geographie
Hautvillers liegt im Ponthieu an der früheren Route nationale 1 zwischen dem sechs Kilometer entfernten Abbeville und Nouvion, Ouville rund 1,5 Kilometer östlich davon. Im äußersten Westen der Gemeinde befindet sich das Gehöft La Halle. Das Schloss La Triquerie liegt im Osten knapp außerhalb des Gemeindegebiets, es gehört zur Nachbargemeinde Neuilly-l’Hôpital (in der Base Mérimée Hautvillers-Ouville zugeordnet).
Das Gemeindegebiet liegt im Regionalen Naturpark Baie de Somme Picardie Maritime.

## Geschichte
Im Verzeichnis der Güter der Abtei Saint-Riquier wird der Ort im Jahr 831 als Alti Villaris bezeichnet. Hautviller und Ouville vereinigten sich 1826 zu einer einheitlichen Gemeinde.

## Einwohner
| 1962 | 1968 | 1975 | 1982 | 1990 | 1999 | 2006 | 2011 |
| ---- | ---- | ---- | ---- | ---- | ---- | ---- | ---- |
| 300  | 346  | 383  | 396  | 401  | 378  | 435  | 551  |

## Sehenswürdigkeiten
- Mariä-Himmelfahrts-Kirche in Hautvillers aus dem 16. Jahrhundert